# 竹内利美
竹内 利美（たけうち としみ、1909年2月2日 - 2001年）は、日本の民俗学者、歴史学者。東北大学名誉教授。

## 来歴
長野県長野市生まれ。1944年國學院大學文学部国史学科卒業。日本の村落の実地調査研究を続け、社会学的見地に立って理論化を目指した。
1929年長野県上伊那郡川島村小学校、同本郷小学校で教諭となり、1940年日本常民文化研究所に勤務、1944年中央水産業会職員、1948年連合軍総司令部民間情報教育局世論及社会調査部顧問などを経て、1951年東北大学教育学部講師、1952年助教授、1954年教授。1972年定年退官、名誉教授、同年東北福祉大学教授、1983年退官。
1962年「日本村落構造の研究」により東洋大学から文学博士の学位を授与される。1983年河北文化賞受賞。

## 著書
- 『信州東筑摩郡本郷村に於ける子供の集団生活』アチックミユーゼアム彙報、1941
- 『中世末に於ける村落の形成とその展開 三信国境の村落群について』伊藤書店、1944
- 『湖沼漁業史研究 氷上漁業について』水産事情調査所、1948
- 『小学生の社会調査』日光書院、1948
- 『レクリエーションと村の生活』六三書院、学級文庫、1949
- 『漁村と新生活 気仙沼湾地区基礎調査』気仙沼市教育委員会、1959
- 『社会教育要説』明玄書房、1963
- 『家族慣行と家制度』恒星社厚生閣、1969、社会学叢書
- 『みちのくの村々』雪書房、1969
- 『日本の民俗 4 宮城』第一法規出版、1974
- 『東筑摩郡誌 農村信仰誌 庚申念仏篇』慶友社、1975
- 『「熊谷家伝記」の村々 村落社会史研究』御茶の水書房、社会学叢書、1978
- 『竹内利美著作集』全3巻、名著出版
1 (村落社会と協同慣行)、1990
2 (漁業と村落)、1991
3 (ムラと年齢集団)、1991

### 共編著
- 『小学生の調べたる上伊那川島村郷土誌』編、アチツクミユーゼアム彙報、1934-1936
- 『南伊那農村誌』長田尚夫、井上正文共著、山村書院、1938
- 『東北農村の社会変動 新集団の生成と村落体制』編、東京大学出版会、1963
- 『下北の村落社会 産業構造と村落体制』編、未来社、1968
- 『日本庶民生活史料集成 第3巻 探検・紀行・地誌. 東国篇』森嘉兵衛、宮本常一共編、三一書房、1969
- 『日本庶民生活史料集成 第8巻 見聞記』原田伴彦、平山敏治郎共編、三一書房、1969
- 『日本庶民生活史料集成 第9巻 風俗』原田伴彦、平山敏治郎共編、三一書房、1969
- 『日本庶民生活史料集成 第20巻 探検・紀行・地誌補遺』原口虎雄、宮堅常一共編、三一書房、1972
- 『信州の村落生活』編、名著出版、1976
- 『日本庶民生活史料集成 第21巻 村落共同体』谷川健一共編、三一書房、1979

## 参考
- 『日本の民俗 宮城』著者紹介
- 東北大学記念資料室 編『竹内利美教授著作目録』1972年。
- 我孫子麟、磯辺俊彦、柿崎京一「座談会 村研50年の歩みを振り返って(上)[含 解題]」『村落社会研究(日本村落研究学会編)』第13巻第2号、農山漁村文化協会、2007年、37-54頁、NAID 40015442201。
- 家根敏明「新しい交流チャンスの提案」『東北大きょうかん:東北大学教育学部関東地区同窓会会報』第6号、東北大学教育学部関東地区同窓会、2002年、1頁。『東北大きょうかん』第6号 - ウェイバックマシン